# Zwód Prażmowskiego
Zwód Prażmowskiego (I statut mazowiecki) – pierwszy projekt kodyfikacji prawa mazowieckiego.
Po inkorporacji Mazowsza do Korony w 1529 r. szlachta tego regionu dla zachowania odrębności postanowiła skodyfikować prawo lokalne. Pierwszy projekt, z roku 1530 nazwany został Zwodem Prażmowskiego (od nazwiska wicesgerensa – namiestnika królewskiego w Księstwie Mazowieckim, który przewodniczył obradom sejmu mazowieckiego). Opracowany projekt zawierał 25 statutów książąt mazowieckich z lat 1377–1482, oraz liczący 248 artykułów zwód prawa zwyczajowego. Później dodano do niego przywilej o wcieleniu Mazowsza do Korony, nowelę o prawie dziedziczenia kobiet i trzy dalsze dekrety królewskie. Prażmowski przedstawił projekt królowi do aprobaty jednak jej nie uzyskał (z powodu sprzeczności wewnętrznych, przestarzałych przepisów i braków w regulacjach). Choć projekt nigdy nie został zatwierdzony (nie otrzymał mocy urzędowej) był on jednak używany w praktyce do czasu zatwierdzenia Zwodu Goryńskiego (przy którego opracowaniu wspierano się I statutem mazowieckim).